# ジェリコ・フィリポヴィッチ
ジェリコ・フィリポヴィッチ（Željko Filipović 、1988年10月3日 - ）は、スロベニア・リュブリャナ出身のプロサッカー選手。現在は無所属。ポジションは、ミッドフィールダー（守備的ミッドフィールダー）。

## クラブ歴
2018年12月、ベラルーシのディナモ・ブレストを退団し、2019年2月6日にFCアティラウと契約を結んだ。しかし同年6月、カザフスタンリーグのレベルに満足できなくなり、1ヶ月前にクラブを退団していたことをインタビューで明かした。同年7月26日、セルビアのヴォイヴォディナと2年契約を結んだ。

## タイトル
コペル
- スロベニア・スーパーカップ (1): 2010

マリボル
- スロベニア・プルヴァリーガ (5): 2010-11, 2011-12, 2012-13, 2013-14, 2014-15
- スロベニア・カップ (3): 2011-12, 2012-13, 2015-16
- スロベニア・スーパーカップ (3): 2012, 2013, 2014